# Galeria (Köln)

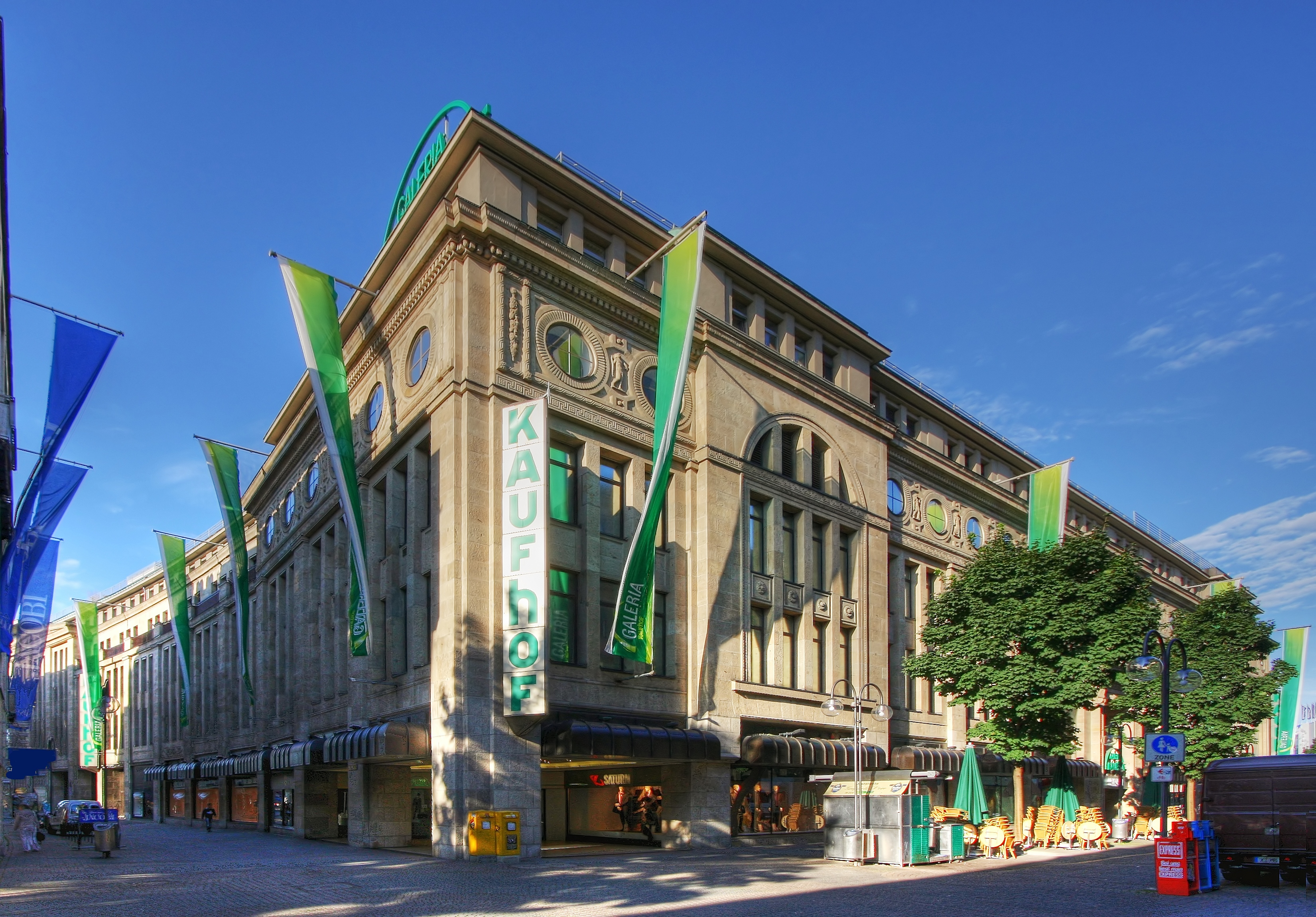
Galeria Kaufhof Köln (2009)

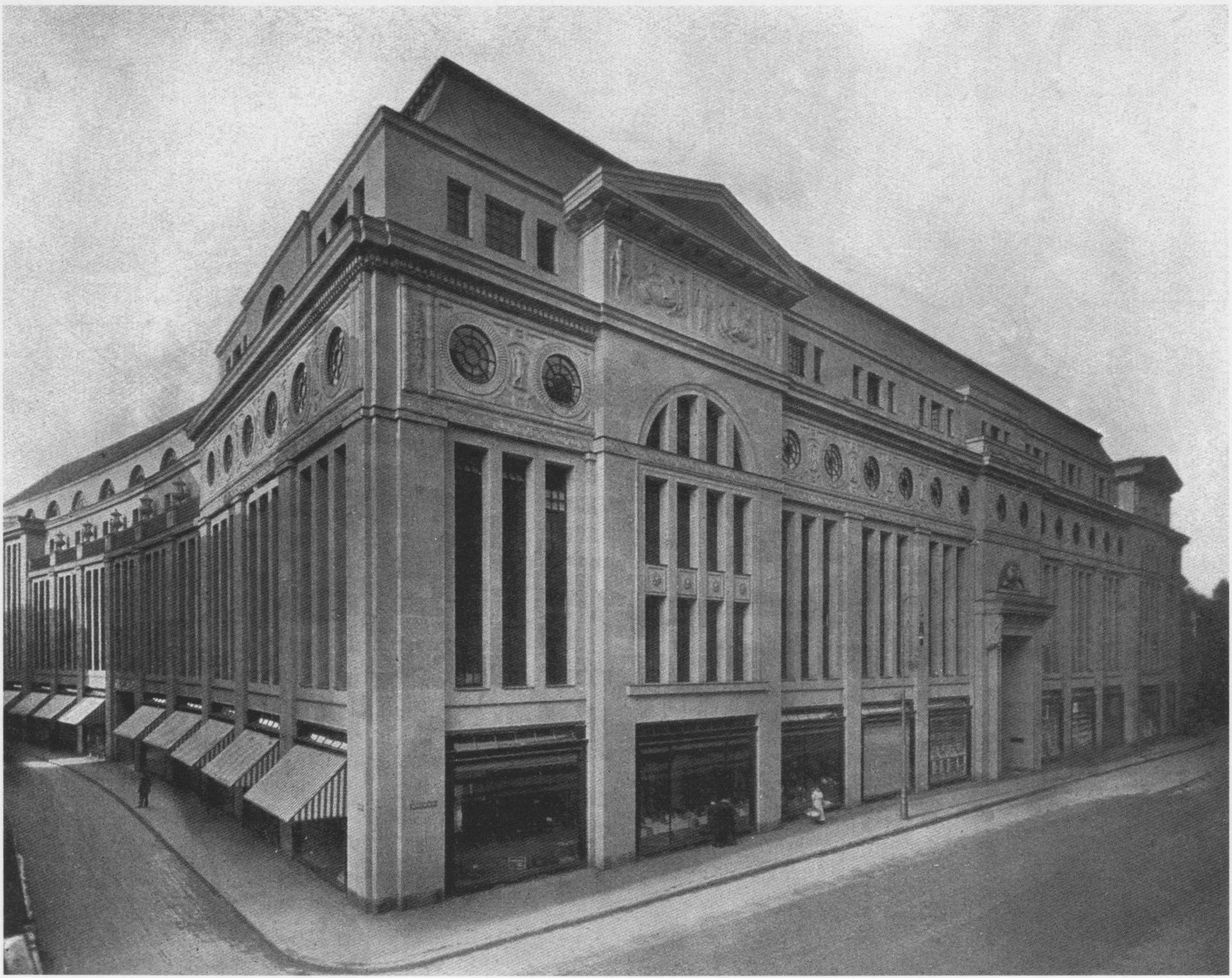
Warenhaus Tietz im Eröffnungsjahr 1914

Die Galeria Köln Hohe Straße ist ein historisch bedeutender Warenhausbau des Warenhauskonzerns Galeria. Der Architekt des Gebäudes war Wilhelm Kreis, einer der damals führenden Architekten, der auch das Kaufhaus Tietz in Wuppertal entworfen hat.

## Geschichte
Das Gebäude wurde 1911 im Auftrag der Leonhard Tietz AG als Mehrabteilungskaufhaus nach französischem Vorbild konzipiert und nach einem Architektenwettbewerb, den Kreis für sich entschied, von 1912 bis 1914 als „Flaggschiff“ des Konzerns an der Hohe Straße 41–53 gebaut. Seit 1891 hatte in der Hohe Straße / Ecke Blindgasse (im Bereich der heutigen Cäcilienstraße) bereits eine erste Kölner Filiale mit einer Fläche von 180 Quadratmetern bestanden. Vier Jahre später rückte die Firma Tietz weiter auf in Richtung  Stadtmitte, wo man ein neu erbautes Verkaufshaus bezog. 1897 wurde Köln auch Sitz des Unternehmens, 1902 eröffnete Tietz einen neuen Jugendstil-Passagenbau zwischen Hohe Straße und An St. Agatha.
Kreis umschloss in seinem Entwurf den fünfgeschossigen Eisenbeton-Skelettbau mit einer klassisch gegliederten Fassade. Die Bildhauerarbeiten an der Fassade übernahm Johannes Knubel, der auch schon die Fassaden der Tietz-Häuser in Düsseldorf und Wuppertal gestaltet hatte. Das Gebäude war damals mit einem (nicht mehr vorhandenen) hohen Schieferdach versehen, um sich besser in das bauliche Umfeld der Altstadt einzupassen. 1925 wurde dort die erste Rolltreppe in einem deutschen Warenhaus in Betrieb genommen; das galt damals als besondere Attraktion. 

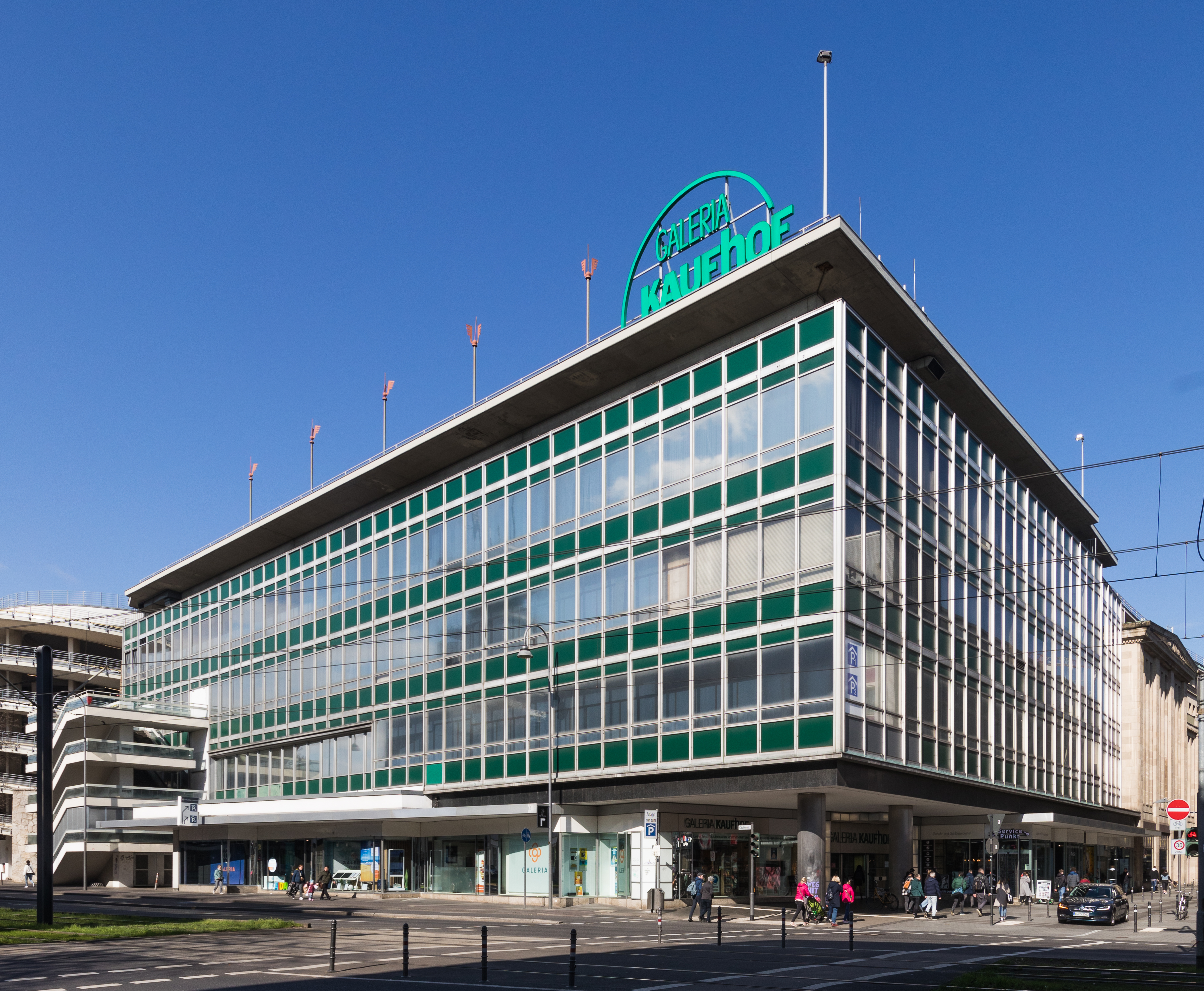
Erweiterungsbau zur Cäcilienstraße

1956/1957 erweiterte Hermann Wunderlich, Architekt des Kaufhof-Konzerns, den Bau um Verkaufsflächen hinter einer Aluminium-Vorhangfassade im Firmen-Grün. An der Cäcilienstraße wurde nach dem Entwurf von Reinhold Clüser ein mehrgeschossiges Parkhaus mit einer Rampe in Spindelform angelegt (1991/1992 erweitert).